# Prince of Persia: The Sands of Time
Prince of Persia: The Sands of Time é um jogo eletrônico de ação-aventura em terceira-pessoa que foi desenvolvido e publicado pela Ubisoft. Foi primeiramente lançado em 2003 para o console PlayStation 2 e mais tarde para Nintendo GameCube, Xbox e PC, recebendo também uma conversão em 2D para o portátil Game Boy Advance e para celular. O jogo é a continuação da série Prince of Persia, que foi criada por Jordan Mechner em 1989 com o título Prince of Persia.[carece de fontes?] The Sands of Time, inicialmente desenvolvido pelo Ubisoft Montreal, conseguiu transferir e expandir as mecânicas de jogabilidade do primeiro jogo para a geração de jogos em 3D sucessivamente, enquanto uma tentativa anterior, feita pela The Learning Company em 1999, intitulada Prince of Persia 3D, falhou em atender os padrões de aceitação dos críticos.
O jogo se foca na história do Prince da Pérsia que, enganado pelo Vizier, liberta as Sands of Time ("Areias do Tempo") no palácio do sultão, um amigo de seu pai, o rei Shahraman. As Areias do Tempo transformam todos os habitantes do palácio em monstros de areia, colocando-os sob o controle do Vizier. Com a ajuda da princesa Farah, a filha do marajá da Índia, o jogador deve controlar o Prince e usar as suas habilidades acrobáticas e a Dagger of Time ("Adaga do Tempo") para atravessar todas as áreas do palácio repletas de armadilhas e desfazer o seu erro.[carece de fontes?]
The Sands of Time foi elogiado pelo seu design visual, por suas mecânicas de jogabilidade equilibradas e pelo seu enredo intrigante. Nos sites agregadores de notas Metacritic e Game Rankings, o jogo recebeu uma nota média de 91%, ao mesmo tempo em que foi premiado por variadas publicações de videogame. O sucesso do jogo resultou na produção e lançamento de duas sequências: Prince of Persia: Warrior Within e Prince of Persia: The Two Thrones, em 2004 e 2005, respectivamente,[carece de fontes?] e um filme. Um Remake foi anunciado para Microsoft Windows, PlayStation 4, PlayStation 5, Xbox One e Xbox Series X/S e estava agendado para ser lançado em 21 de janeiro de 2021, porém foi adiado indefinidamente devido a mudanças na equipe de desenvolvimento, pois o primeiro trailer do Remake, que foi lançado no meio de 2020, recebeu recepções mistas para negativas do público, o que fez a Ubisoft adotar esta mudança no time de desenvolvimento do jogo.

## Jogabilidade
Prince of Persia: The Sands of Time combinou fases de plataforma/exploração e fases de combate sob uma perspectiva de terceira pessoa para criar uma síntese única.
Estes dois elementos requerem o uso do talento com o parkour e da agilidade do Prince. Na maior parte do jogo, o jogador precisa atravesar o palácio correndo pelas paredes, subindo ou descendo buracos na parede ao pular de um lado para o outro entre as paredes, evitar armadilhas, subir em estruturas e pular de plataforma para plataforma, executando também outros tipos de saltos precisos, resolver puzzles e usar objetos encontrados pelo palácio para progredir. A sua barra de vida pode ser reabastecida ao beber água de alguma fonte (por exemplo, bebedouros ou poças d'água), ao mesmo tempo que esta barra pode ser expandida ao encontrar uma fonte especial que possui várias entradas secretas pelo palácio. A ambientação cultural do jogo provê interessantes inscrições linguísticas nas paredes.
Em combate, vários dos mesmos movimentos que são vitais para o jogador em outras situações podem ser colocados em uso para derrotar inimigos. Exemplos incluem a habilidade do Prince de ressaltar numa parede para usar o impulso em um ataque contra os seus inimigos, como também o uso da agilidade do personagem para pular sobre um inimigo e golpeá-lo duas vezes nas costas.
Um elemento essencial da jogabilidade é a adaga do Prince. Ela contém "cargas" de Sands of Time provenientes da ampulheta que permitem o Prince manipular o tempo. O Prince possui a habilidade de "reverter" o tempo e viajar até dez segundos antes para o passado. Quando usando esta habilidade, todos os sons e ações prévias são executadas inversamente, e o local é resetado para um estado anterior. Por exemplo, se o Prince foi atacado por um inimigo durante o período limite de dez segundos antes da ativação desta habilidade, durante o seu uso, a vida que lhe foi retirada será dada de volta a ele, ou se uma ponte foi destruída neste período, ela será consertada.
A adaga possui um número limitado de uso. Entretanto, inimigos derrotados deixam pilhas de Areias do Tempo, que podem ser absorvidas pela adaga para reabastecer o seu estoque. O estoque também pode ser reabastecido ao absorver "Nuvens de Areia". Isto encoraja o jogador a enfrentar e derrubar os inimigos (ao invés de evitá-los) para absorver a areia de seu corpo e, mais tarde, ser capaz de manipular o tempo durante as fases de plataforma no jogo. Contudo, se o jogador não absorver a areia de um inimigo derrubado, ele irá ressuscitar. O estoque da adaga de "Tanques de Areia" pode ser expandido ao absorver a areia de oito "Nuvens de Areia", enquanto que o estoque dos "Tanques de Poder" (que são usados para outros fins) são ganhos ao absorver a areia do corpo de dezesseis inimigos após ter adquirido um novo "Tanque de Areia".

### Fases de plataforma
Ao longo do jogo, o jogador deve mover-se de área em área do palácio correndo pelas paredes, subindo ou descendo dentre abismos, evitando armadilhas, escalando estruturas e pulando de plataforma em plataforma. Ele também deve executar outros tipos de saltos no momento correto, solucionar puzzles e utilizar objetos encontrados para progredir, o que leva o nível de level design de The Sands of Time a um novo patamar.
Estas fases são igualmente cheio de puzzles que deve ser solucionados para que o Prince possa prosseguir pelo local. Estes são resolvidos por meio de vários mecanismos que o Prince deve alcançar usando os seus dons acrobáticos. A Princesa Farah o ajuda nestas tarefas, esgueirando-se entre fendas em paredes para conseguir ativar mecanismos que são inacessíveis pelo Prince.

### Fases de combate
Os inimigos do jogador são todos seres humanos ou animais que foram transformados pelas Areias do Tempo. Este envenenamento os escravizaram sob os poderes do Vizier, que os deu a ordem para matar o Prince e Farah. A areia contida em cada um deles os capacita a habilidade de manipular o tempo, dando-lhes a habilidade anteriormente citada de ressurreição e a capacidade de parar o tempo para perseguir o Prince e Farah, o que equivale ao teletransporte do ponto de vista do jogador. Além disso, durantes as batalhas, o jogador é encarregado de proteger a vida de Farah, enquanto que esta luta com o seu arco.
Durante os combates, o Prince demonstra agilidade sobre-humana ao defender e atacar, o que melhora muito a sua performance. Assim, é capaz de bloquear todos os ataques de alta velocidade com a sua adaga, como também de ressaltar em uma parede e usar o impulso para derrubar os seus inimigos. Além disso, a Dagger of Time permite que o Prince desacelere o tempo e consiga "congelar" os seus inimigos. A vantagem de ter um inimigo paralisado por cerca de cinco segundos é que o Prince pode facilmente destruí-lo e absorver a Areia de seu corpo.
Cada inimigo do jogo (10 no total, excluindo os chefes) necessita de uma técnica diferente para ser derrotado.

### Sistema de progressão
Os pontos de save game são distribuídos em intervalos regulares ao longo do caminho do Prince. Elas geralmente podem ser localizadas e usadas logo após um combate. Além disso, tais pontos proporcionam um estado de imobilismo no Prince, onde ele tem premonições de eventos futuros. Estas premonições auxiliam o jogador através da exibição da solução de puzzles e também dos monstros, o que o faz se preparar corretamente para a futura batalha.
Quando o jogador salva o jogo, o jogo exibe uma taxa percentual que monitora o progresso do personagem, baseando-se nas alterações físicas que foram feitas no personagem. Eventualmente o jogador encontra espadas cada vez mais poderosas, algumas que são capazes de destruir paredes frágeis e portões danificados, revelando assim passagens secretas. A dificuldade é elevada conforme o progresso do jogador: o número e a força dos inimigos, como também a precisão requerida durante as partes em puzzles, são alterados. A morte dos personagens também se faz um risco para o jogador, apesar disto só acontecer raramente devido ao poder do mesmo de manipular o tempo. Contudo, existem certas partes do jogo onde o Prince não possui a habilidade de fazê-lo, como por exemplo quando Farah rouba a adaga e durante a batalha final. Em 2008, por outro lado, com a renovação da série com o lançamento de Prince of Persia, esse sistema de progressão foi completamente abolido, o que refletiu na dificuldade do jogo em comparação às duas trilogias anteriores da série, já que ficou impossível a morte do Prince.
The Sands of Time, ao contrário de vários jogos de plataforma, não possui níveis, apesar de poder ser considerado o trecho entre dois pontos de save um nível, já que após salvar o progresso é dado um título para a área seguinte. Estes títulos são como capítulos, baseando-se no enredo e no objetivo correspondente do Prince. Eles também descrevem eventos, o ambiente e o horário dos eventos (no palácio do sultão, o jogo se passa durante o fim da tarde até a noite do dia seguinte).

## Enredo

### História
No Império Persa, o Rei Shahraman e seu filho Prince (lembrando que Dastan é um nome atribuído ao prince apenas no filme, e que no jogo o nome dele permanece desconhecido), em busca de honra e glória, invadem a Índia e derrotam o poderoso marajá com a ajuda do Vizier, um subordinado deste último que o traiu. Durante a batalha, Prince encontra uma misteriosa adaga e, ao acionar sem querer um botão em sua empunhadura, descobre que ela permite o seu dono voltar no tempo. Após a invasão, eles seqüestram a princesa Farah, filha do marajá, e se apoderam de seu palácio e tesouros, incluindo uma adaga e uma ampulheta gigante. Vizier, sabendo que a Dagger of Time (em português, "Adaga do Tempo") e a Hourglass of Time (em português, "Ampulheta do Tempo") juntos podiam dar ao seu dono o poder da imortalidade, esconde esse fato dos outros e começa a elaborar planos para se apoderar de ambos os itens.
O Rei Shahraman segue para se encontrar com o rei de Azad e presenteá-lo com a misteriosa ampulheta para manter as boas relações entre os dois. Enquanto isso, Prince, enganado por Vizier, crava a Dagger of Time na Hourglass of Time, liberando as Sands of Time (em português, "Areias do Tempo"), que transformam as pessoas de Azad em monstros de areia,[carece de fontes?] exceto por Prince, Farah e o Vizier, por possuírem artefatos que o protegeram: a Adaga, o Medalhão, e o Cajado, respectivamente. Então, Prince decide reparar os danos que ele causou e devolver as Sands of Time para a ampulheta, usando a adaga.
Após o Prince matar alguns monstros com a adaga e absorver a areia do corpo deles, uma coluna feita de Sands of Time lhe aparece, mostrando-lhe, através de visões, o futuro.[carece de fontes?] Durante a sua jornada, Prince encontra Farah, e de início não confia nela, mas com o tempo os dois unem suas forças e se tornam cada vez mais próximos. Quando finalmente encontram a Hourglass of Time, Farah fala para o Prince cravar a adaga no topo dela. O Prince, que em uma de suas premonições havia visto Farah roubando a adaga, e considerando que ela teria razões de sobra para odiar ele e seu povo, não confia nela. Durante este momento de hesitação, o Vizier aparece e lança uma magia em direção a eles, lançando-os para fora do local através de um buraco na parede. Logo em seguida, eles caem no centro de uma tumba.
Enquanto procuram por uma saída da tumba, Farah nota que Prince está tremendo, que diz que tem medo de lugares fechados. Para ajudá-lo, Farah conta que a sua mãe dizia para falar a palavra "Kakolukia" sempre que estivesse com medo, e uma porta se abriria para ela. Farah conclui dizendo que nunca falou isso para ninguém, mas Prince não acredita na história, dizendo que era infantil. Porém, quando ele fala a palavra, uma passagem secreta se abre perto deles. Eventualmente, eles chegam a uma sala de banhos, onde os dois aproveitam para mostrar a afeição que sentem um pelo outro.
Quando Prince acorda, percebe que Farah roubou a adaga e a sua arma, mas deixou o medalhão para protegê-lo das Sands of Time. Farah estava assumindo para si a responsabilidade de resolver toda a situação. Prince vai atrás dela e a encontra lutando contra vários monstros. É golpeada e cai por um buraco até a sala onde está a Hourglass of Time, morrendo ao atingir o chão. Prince tenta voltar no tempo usando a Dagger of Time, mas ela não tem mais areia para isso. O Vizier lhe aparece e ele, dominado pelo sofrimento, finalmente crava a adaga na ampulheta, devolvendo as Sands of Time para ela e voltando no tempo até um momento anterior à invasão da Índia.
Prince então acorda no acampamento do seu exército, ainda com a Dagger of Time, e atravessa uma floresta até o quarto de Farah para lhe devolver a adaga. Devido ao fato de ele ter voltado no tempo, ele era o único que sabia do que aconteceu, precisando então contar primeiro a história sobre a invasão da Índia, a traição de Vizier e o que eles viveram juntos a Farah. Ao terminar de contar tudo, o Vizier aparece para tentar matá-lo, acusando-o ser um mero intruso mentiroso, mas durante a batalha revela a sua intenção de trair o rei. Após derrotar o Vizier, Farah lhe pergunta por que que ele inventou uma história tão absurda apenas para somente devolver a adaga, alegando que ela não é uma criança que crê nessas coisas. Prince simplesmente concorda com ela quanto à história não ser verdadeira, e lhe entrega a adaga. Quando está indo embora, Farah pergunta seu nome, e Prince diz para chamá-lo de "Kakolukia". Farah fica surpresa ao perceber que a história era, de fato, verdadeira, e Prince vai embora.

## Produção
Prince of Persia: The Sands of Time foi lançado em 3 de março de 2003 e criado por praticamente o mesmo time que esteve por trás de Tom Clancy's Splinter Cell, em uma tentativa de "dar uma nova vida" ao gênero ação-aventura.
Em março de 2001, a Ubisoft comprou a seção de entretenimento da The Learning Company e adquiriu assim o direito autoral da série Prince of Persia, entre outras. Em maio de 2001 se inicia um projeto para criar um novo jogo dos estúdios da Ubisoft Montréal. Entende-se rapidamente que o motivo do sucesso do primeiro Prince of Persia e de sua sequência foi a animação o personagem, os combates dinâmicos, e o nível de qualidade do desenho. Foi concluído, então, que o jogo deveria se centrar nestes pontos fortes. Este pensamento também fez com que a equipe tomasse a decisão de não se basear no jogo Prince of Persia 3D, que, de acordo com eles, se desviou do espírito original da série.
O desenvolvimento começou com uma equipe de sete pessoas: o produtor Yannis Mallat, dois game designers, um animador, dois engenheiros e um projetista artístico. A produção se acelerou quando o inventor da série, Jordan Mechner, tomou conhecimento da ideia em Julho de 2001, mostrando-se muito entusiasmado. Isto resultou em, a partir de setembro, o projeto receber maior prioridade por parte da Ubisoft.
O material utilizado para o desenvolvimento incluiu os Software Development Kits para os consoles GameCube, PlayStation 2 e Xbox, computadores que rodam sob o SO Windows 2000 e o PlayStation 2 Performer Analyzer, uma ferramenta avançada de depuração e análise de desempenho. O jogo foi programado sob os ambientes de desenvolvimento Visual Studio .Net 2003 da Microsoft e CodeWarrior de Metrowerks, e foi otimizado com o motor de computação em grelha Incredibuild, de Xoreax Software. O motor de jogo que é utilizado por The Sands of Time é a Jade engine, que foi primeiramente desenvolvida pela Ubisoft para o título Beyond Good & Evil.
O produtor do jogo, Yannis Mallat, resume: "Uma vez a fase de concepção terminada e realizados várias vídeos que mostram como o Prince podia se mover e interagir com o ambiente ao seu redor, começamos a fase de estudo da técnica do motor. Após termos selecionado um bom motor, formamos a equipe sobre a tecnologia adotada de modo que se iniciasse a pré-produção". O Prince foi concebido como "um ninja Persa". Para definir seus movimentos e seu estilo de combate, a equipe assistiu ao filme O Tigre e o Dragão, dois outros filmes de ação com Jet Li e vários documentários sobre capoeira. Ao todo, o Prince possui mais de 750 animações que compõem seus movimentos, sendo o maior conjunto de movimentos dos jogos de ação-aventura 3D na época. A animação foi trabalhada seguindo o modo clássico: esboço sobre o papel, criação das texturas, e depois os testes. Essas animações são categorizadas em dois grupos principais: as fortes posições que mostram claramente o que o personagem está fazendo, e o modo como uma animação termina e é seguida de outra, exibindo como as diferentes partes do corpo são alinhadas no final de um movimento.
O primeiro Prince of Persia tinha definido os princípios do gênero ação/plataforma, mas na sua jogabilidade deveria, de acordo com os produtores, ser implementado os novos padrões do gênero na época. Assim, a equipe estudou rigorosamente vários outros jogos, entre os quais estavam Shinobi, Onimusha: Warlords, Devil May Cry, Tomb Raider, Rygar e Ninja Gaiden. Foi notado que o primeiro Prince of Persia influenciou o jogo Ico, e Jordan Mechner se inspirou nele para criar o universo de The Sands of Time a nível visual (efeitos de vaporosidade, técnicas de textura, entre outros) e no cenário (colaboração entre dois personagens). O jogo é por vezes considerado um sucessor técnico de Ico.
Para criar o universo do jogo, a equipe de desenvolvimento começou a ler As Mil e uma Noites e assistiu a filmes de Hollywood a fim de delimitar os clichês que se referem a este tema. Aquando da concepção dos níveis, a proporção do tamanho das passagens e salas em relação aos personagens foi exagerada, no intuito de reforçar a imersão do jogador no jogo e dar um ar sinistro ao palácio. O jogo apresenta os seus níveis de um modo progressivo, para que existisse uma transição fluida entre as salas, ao mesmo tempo que os níveis tiveram que ser arranjados de modo adequado para que o Prince pudesse interagir com a decoração dos locais, o que deu maior liberdade ao jogador. Técnicas de cinema foram utilizadas para dirigir a câmera do jogo, sendo assim inclusos quatro tipos de acompanhamento da câmera: câmera livre, câmera de combate, visão em primeira-pessoa e câmera fixa alternativa. Ao mesmo tempo, a interface evoluiu, sendo aplicada uma barra de energia com um pequeno contorno por estilo visual e exibida no canto superior esquerdo da tela. A maioria dos sons do jogo foram criados pelo designer de sons Dane Tracks, e o restante foi feito internamente pela Ubisoft Montreal. O som dos monstros de areia foi composto por vozes que murmuram, para se distanciar de outro clichê: rugidos de mortos-vivos.
Durante três meses, a equipe de desenvolvimento passou a ser composta de 20 para 35 pessoas, e após seis meses, para 55 pessoas. O resultado final foi um conjunto de 4.188 ficheiros para um total de 1.263.580 linhas de código.
Aquando da Game Developers Conference, Yannis Mallat fez uma análise do desenvolvimento do jogo, no qual lamenta a chegada tardia da direção de arte à produção, a validação dos processos muito confusa e um sistema de gestão de versões desastroso. Lamenta também uma jogabilidade ferida pelo Prince ser mais poderoso que seus inimigos. No entanto, congratula o andamento da produção devido ao manejamento de riscos, a competência de ambos o director de animação e o diretor de Inteligência Artificial, além da força de vontade da equipe. Ele concluiu julgando que o jogo deve muito à eficiência do designer e à organização dos testes.

## Recepção da crítica
A IGN deu ao jogo uma nota de 9.6/10, votando nele como o Jogo do Ano de 2003 e elogiando-o pelo seu "controle intuitivo, belíssima atmosfera e [pelos seus] quebra-cabeças satisfatoriamente inteligentes", e mais tarde concluindo que ele foi um dos melhores jogos de aventura que eles já analisaram. A GameSpot deu a The Sands of Time uma nota de 9.0/10, recomendando-o fervorosamente. Ben "Yahtzee" Croshaw da Zero Punctuation menciona repetidamente o jogo como um favorito pessoal, elogiando o mecanismo de controle do tempo (afirmando que fez com que o gênero plataforma "[ficasse] mais divertido do que vários barris de bizarros macacos em particular"), belos cenários e "muito grande caracterização" de ambos Prince e Farah, e só criticando a jogabilidade repetitiva dos combates.
Em geral, o jogo foi mais elogiado devido aos seus gráficos, ao tom acrobático de ambos o combate e fases de plataforma, à animação do Prince, à história e às habilidades de manipulação do tempo da adaga. Os gráficos foram recebidos como um aspecto positivo do jogo pela maioria dos críticos, com a GameSpot afirmando que tinha "[um] belo visual". A The Cincinnati Enquirer e a Nintendo Power concordaram com isto, descrevendo o jogo como "gracioso, deslumbrante" e possuidor de uma "animação sem precendentes". O cenário é considerado globalmente efectivamente nomeadamente o desenvolvimento da relação entre o Prince e a Farah.
Alguns defeitos são apontados: a duração de vida foi julgada ligeiramente curta, a gestão da câmara e o atraso em certas ocasiões, a linearidade de certos níveis e os combates às vezes repetitivos e longos. O ambiente sonoro divide opiniões, ainda que seja julgado globalmente bom.
A nota média elaborada pelos sites agregadores Metacritic e Game Rankings é 92%, fazendo com que The Sands of Time seja um dos jogos para PlayStation 2, Xbox e GameCube mais bem criticados.

### Vendas
O jogo foi lançado para PlayStation 2 (PS2), PC e Game Boy Advance (GBA) para as festas de fim de ano de 2003, na Europa e América do Norte. As versões norte-americanas para Xbox e GameCube foram lançadas também neste período. A publicidade sobre o jogo é feita em revistas de videogame e na televisão. A Ubisoft propõe várias ofertas: um pack que contém o jogo e o PS2 estava disponível para o Natal, e no início de 2004 o jogo Splinter Cell (um de seus novos jogos que foram bem-recebidos em 2002-2003) é oferecido junto com qualquer compra do jogo Prince of Persia para as versões PC e console. O jogo obteve um importante sucesso: no início de fevereiro de 2004, Ubisoft anuncia ter vendido 2 milhões de exemplares no mundo, das quais 1,1 milhão na Europa. Em 20 de fevereiro de 2004, as versões para Xbox e GameCube são lançadas para a Europa. A uma única versão japonesa sai para PS2 em 2 de setembro de 2004, alcançando também o top10 das vendas no Japão com 14.000 unidades vendidas para PlayStation 2, o que é muito raro para um jogo não japonês, ainda que este número esteja muito longe das vendas no ocidente. Aproximadamente 1.880.000 exemplares foram vendidos para PlayStation 2. Estima-se que esta versão para PS2 tenha vendido 700.000 exemplares nos Estados Unidos, recebendo uma receita de 24 milhões de dólares americanos.

### Legado
A temática da viagem no tempo foi usada anteriormente em jogos de plataforma como Blinx: The Time Sweeper (lançado em 2002) e sua sequência Blinx 2: Masters of Time and Space (2004), e seria usada em jogos futuros como Braid (2008) e Race Driver: Grid, que usa uma habilidade de voltar poucos segundos no tempo. O design das fases e os movimentos acrobáticos (possibilidades de movimentos) inspiraram vários jogos, como Assassin's Creed (criado pela mesma equipe) e Mirror's Edge. A série Prince of Persia é muito ligada à série Tomb Raider, sendo o primeiro Tomb Raider um descendente do primeiro Prince of Persia. Prince of Persia: The Sands of Time inspirou o jogo Tomb Raider: Legend.

### Prêmios
Prince of Persia: The Sands of Time recebeu vários prêmios de notável qualidade por parte de numerosas publicações de videogame.
Premiações de eventos
- Game Critics Awards da E3 de 2003
  - Prêmio de melhor jogo de ação-aventura[75]
  - Nomeado ao prêmio de melhor jogo da exposição[76]
  - Nomeado ao prêmio de melhor jogo para console[76]
- Melhor da E3 pela IGN
  - PlayStation 2[77]
    - Prêmio do melhor jogo
    - Prêmio do melhor design
    - Prêmio de melhor jogo de plataforma
    - Dauphin du prêmio da melhor apresentação
    - Dauphin du prêmio dos melhores gráficos

  - GameCube[78]
    - Prêmio do melhor jogo

  - Xbox[79]
    - Prêmio de melhor jogo de ação-aventura
- Imagina Games Awards 2004[80]
  - Prêmio do melhor diretor de produção - Patrice Désilets
  - Nomeado ao prêmio de melhor jogo do ano
  - Nomeado ao prêmio do melhor designer gráfico

Premiações por profissionais
- 4º Game Developers Choice Awards[81]
  - Prêmio de excelência em design
  - Prêmio de excelência em programação
  - Nomeado ao prêmio de melhor jogo do ano
  - Nomeado ao prêmio de excelência em artes visuais pela direção artística de Mickaël Labat, Raphaël Lacoste, Céline Tellier e sua equipe
- 7º Interactive Achievement Awards[82]
  - Prêmio de melhor jogo para consoles do ano
  - Prêmio de inovação para um jogo de computador
  - Prêmio de melhor jogo de plataforma de ação-aventura para consoles do ano
  - Prêmio de melhor jogo de ação-aventura para computador do ano
  - Prêmio do melhor design
  - Prêmio da melhor animação
  - Prêmio da melhor mecânica de jogabilidade
  - Prêmio da melhor tecnologia visual
  - Nomeado ao prêmio de melhor jogo do ano
  - Nomeado ao prêmio de melhor jogo para PC do ano
  - Nomeado ao prêmio de inovação para consoles
  - Nomeado ao prêmio do melhor desenvolvimento do cenário e personagens
  - Nomeado ao prêmio da melhor direção artística

Prêmiações da crítica
- Electronic Gaming Monthly em 2003
  - Prêmio de jogo do ano[83]
- Computer Gaming World em 2003
  - Prêmio de jogo de ação do ano[84]
- IGN em 2003
  - Dauphin au prêmio do jogo do ano[85]
- GameSpot em 2003
  - Prêmio de melhor jogo multi-plataforma[86]
  - Nomeado ao prêmio do melhor cenário[87]
  - Nomeado ao prêmio de excelência tecnológica[88]
  - Nomeado ao prêmio da melhor dublagem em inglês[89]
  - Nomeado ao prêmio do melhor renovação do personagem Prince[90]
  - Nomeado ao prêmio de melhor jogo de ação-aventura[91]
  - Nomeado ao prêmio de melhor jogo para Xbox,[92] GameCube[93] e PlayStation 2[94]

## Histórico de lançamentos

### Conversões
As diferentes versões do jogo têm conteúdos adicionais que variam de acordo com cada uma. O Prince of Persia original é incluído nas versões GameCube, PlayStation 2 e Xbox. A sua sequência, o Prince of Persia 2: The Shadow and the Flame, é incluído na versão NTSC Xbox. Nas versões GameCube e PC, ao quebrar uma parede secreta no palácio é possível jogar o remake do primeiro nível de Prince of Persia original (modelado 3D e contendo uma fotografia da equipe de desenvolvimento). O conteúdo sobre o "making of" está presente nas versões GameCube e Xbox. Sobre GameCube, se o jogador conecta um cartucho do jogo sobre Game Boy Advance com o Nintendo GameCube-Game Boy Advance cable, a saúde do Prince regenera-se automaticamente durante o jogo.[carece de fontes?]

### GameBoy Advance
O Prince of Persia: The Sands of Time para Game Boy Advance é a adaptação do jogo para o portátil da Nintendo. Esta adaptação abandona 3D para uma vista lateral em 2D, clássica, à maneira do Prince of Persia original. Esta versão retoma a trama da versão para os consoles. O jogador deve passar por um palácio preenchido de armadilhas. Esta versão retoma certos movimentos da versão para consoles, como o apoio sobre os muros, os poderes das areias de tempos, os combates. As interações com a Farah são jogáveis nesta versão.
O jogo é dividido em 16 grandes zonas, cada uma com um chefe. A exploração do palácio faz lembrar os mecanismos de Castlevania. Os pergaminhos mágicos dispersados no jogo permite adquirir novos poderes ou chegar à novas zonas. As poções estão espalhadas pelos níveis: poções de vida, poções de areias do tempo, de antídotos, de elixires que aumentam a vida e o nível de areias de tempos, estes últimos acessíveis ao ligar as versões Game Boy Advance e GameCube via o Nintendo GameCube-Game Boy Advance cable. Existem também poços de luz coloridos que têm efeitos análogos às poções mas podem também tornar Prince invisível, permitir ao jogador salvar ou ainda permitir ao Prince fazer alterar o comportamento de certas plataformas. O salvamento é feito geralmente em salas especiais.
Esta versão de Prince of Persia: The Sands of Time foi mundialmente bem acolhida pela imprensa com muito poucas notas fracas mas também com poucas notas excepcionais. Geralmente as críticas elogiam o aspecto gráfico do jogo, principalmente em termos de animação mas lamentam às vezes o pouco de variedade de cenários. A jogabilidade é honrada nomeadamente para o seu controle intuitivo, o seu bom equilíbrio das diferentes fases de jogo e seu design de nívies. As músicas têm direito à críticas medianas mas os efeitos sonoros são elogiados. A revista Jeux Vidéo Magazine considera a música demasiado clássica, 1UP ligeiramente fraca perante a concorrência dos outros jogos de plataformas para Game Boy Advance e Gamekult lamenta problemas que prejudicam a mobilidade do título como pontos de salvamento afastados. JeuxVideo elogia o jogo, nomeadamente para o seu "número de possibilidades que amedrontam", apesar de um cenário médio.

### Celular
A versão para celular de Prince of Persia: The Sands of Time replica de maneira geral os aspectos gráficos e a jogabilidade da versão Game Boy Advance a nível das fases de combates e de plataformas. O jogo é dividido em três universos gráficos distintos, cada um contendo oito níveis.
Desenvolvido pela Gameloft e lançado em 8 de janeiro de 2004, o jogo recebeu nota 9,2/10 pelo GameSpot e obteve o prêmio de melhor jogo para celular no Mobies Awards 2004, concedido por um júri de jornalistas especializados e dos profissionais e organizado pelo site WGamer.
A Gameloft também lançou para celular os outros dois jogos da trilogia.

### Remake
Em setembro de 2020 a Ubisoft anunciou Prince of Persia: The Sands of Time Remake. O jogo será lançado dia 18 de março de 2021 para PC, PlayStation 4 e Xbox One.

## Outras mídias
Em 2008, Jordan Mechner e A. B. Sina criadam o romance gráfico Prince of Persia: The Graphic Novel, com desenho de LeUyen Pham e Alex Puvilland. O romance é inspirado em diferentes jogos da série, e a origem do personagem Farah, que foi modificada no romance. O romance se situa cronologicamente antes dos outros jogos da série, num outro universo, enquanto a série de jogos possui três universos diferentes, dentro os quais o do The Sands of Time.
Em 2004, Jerry Bruckheimer negociou os direitos autorais para a produção de um filme baseado no jogo. O filme Prince of Persia: The Sands of Time, com orçamento de 150 milhões de dólares americanos, está planejado para ser lançado em 2010. Dirigido por Mike Newell, estrelando Jake Gyllenhaal, Gemma Arterton, Ben Kingsley e Alfred Molina. O filme foi filmado no Reino Unido e no Marrocos.